# Tianeti
Tianeti (en georgiano: თიანეთი) es un asentamiento urbano en el norte de Georgia, ubicada en el centro de la región de Mtsjeta-Mtianeti y siendo la capital del municipio homónimo. 

## Geografía
Tianeti está ubicado en el río Iori, 79 km al norte de Tiflis.

### Clima
El clima en Tianeti es moderadamente húmedo, con inviernos moderadamente fríos y veranos largos y cálidos.
| Parámetros climáticos promedio de Tianeti | Parámetros climáticos promedio de Tianeti | Parámetros climáticos promedio de Tianeti | Parámetros climáticos promedio de Tianeti | Parámetros climáticos promedio de Tianeti | Parámetros climáticos promedio de Tianeti | Parámetros climáticos promedio de Tianeti | Parámetros climáticos promedio de Tianeti | Parámetros climáticos promedio de Tianeti | Parámetros climáticos promedio de Tianeti | Parámetros climáticos promedio de Tianeti | Parámetros climáticos promedio de Tianeti | Parámetros climáticos promedio de Tianeti | Parámetros climáticos promedio de Tianeti |
| Mes                                       | Ene.                                      | Feb.                                      | Mar.                                      | Abr.                                      | May.                                      | Jun.                                      | Jul.                                      | Ago.                                      | Sep.                                      | Oct.                                      | Nov.                                      | Dic.                                      | Anual                                     |
| ----------------------------------------- | ----------------------------------------- | ----------------------------------------- | ----------------------------------------- | ----------------------------------------- | ----------------------------------------- | ----------------------------------------- | ----------------------------------------- | ----------------------------------------- | ----------------------------------------- | ----------------------------------------- | ----------------------------------------- | ----------------------------------------- | ----------------------------------------- |
| Temp. máx. media (°C)                     | 2.0                                       | 2.8                                       | 7.3                                       | 13.7                                      | 18.9                                      | 22.5                                      | 25.3                                      | 25.1                                      | 21.2                                      | 15.6                                      | 8.6                                       | 3.8                                       | 13.9                                      |
| Temp. media (°C)                          | -2.5                                      | -1.7                                      | 2.5                                       | 7.8                                       | 13.0                                      | 16.4                                      | 19.2                                      | 19.0                                      | 15.1                                      | 10.0                                      | 4.2                                       | -0.4                                      | 8.6                                       |
| Temp. mín. media (°C)                     | -6.9                                      | -6.2                                      | -2.2                                      | 2.0                                       | 7.1                                       | 10.3                                      | 13.1                                      | 13.0                                      | 9.0                                       | 4.5                                       | -0.2                                      | -4.6                                      | 3.2                                       |
| Precipitación total (mm)                  | 36                                        | 47                                        | 67                                        | 93                                        | 135                                       | 132                                       | 96                                        | 86                                        | 69                                        | 64                                        | 61                                        | 47                                        | 933                                       |
| Fuente: Climate-Data.org                  |                                           |                                           |                                           |                                           |                                           |                                           |                                           |                                           |                                           |                                           |                                           |                                           |                                           |

## Historia
La zona de Tianeti formó una unidad territorial conocida como Ertso-Tianeti, cuyo centro seguía siendo Tianeti. En los siglos X-XI, cuando el principado de Kajetia se hizo poderoso, Tianeti ganó una importancia especial. Desde los siglos XV y XVI, después de la formación del reino de Kajetia tras el desmembramiento del reino de Georgia, Tianeti y Ertso-Tianeti todavía eran propiedad de los reyes de Kajetia.
El lugar fue conocido como Tionets durante el gobierno del Imperio ruso y fue el centro administrativo del uyezd de Tianeti de la gobernación de Tiflis.
El 30 de diciembre de 1960, el pueblo de Tianeti recibió el estatus de asentamiento de tipo urbano.

## Demografía
La evolución demográfica de Tianeti entre 1897 y 2022 fue la siguiente:
| 1089                                            | 1381 | 1908 | 5444 | 3546 | 4105 | 4266 | 3598 | 2479 | 3094 |
| (Fuente: Population of Georgia in Soviet times) |      |      |      |      |      |      |      |      |      |

Históricamente, la población de Sioni ha sido mayoritariamente georgianos.
|              | 1939      | 1939       | 2014      | 2014       |
| Grupo étnico | Población | Porcentaje | Población | Porcentaje |
| ------------ | --------- | ---------- | --------- | ---------- |
| Georgianos   | 1799      | 94,3%      | 2470      | 96,82%     |
| Rusos        | 63        | 3,3%       | 5         | 0,82%      |
| Ucranianos   | 63        | 3,3%       | 2         | -          |
| Osetios      | 2         | 0,1%       | -         | -          |
| Armenios     | 40        | 2,1%       | -         | -          |
| Judíos       | 1         | 0,1%       | -         | -          |
| Lezguinos    | 3         | 0,1%       | -         | -          |
| Total        | 1908      | 100%       | 2479      | 100%       |

## Economía
Ninguna de las fábricas y granjas que operaron durante la época soviética están funcionando hoy, y no se han establecido nuevas empresas. Como sugieren los estudios de 2003 sobre la pobreza en Georgia, la región de Mtsjeta-Mtianeti, y el municipio de Tianeti en particular, se encuentran entre las regiones y municipios más pobres de Georgia. En 2003, el 63% de la población de Tianeti estaba por debajo del umbral de pobreza, en comparación con el 47% de la población georgiana.

## Infraestructura

### Arquitectura, monumentos y lugares de interés
Hay un museo de historia local en Tianeti.